# Ivan Bošković
Ivan Bošković (cyr. Иван Бошковић, ur. 1 stycznia 1982 w Nikšiciu) – czarnogórski piłkarz występujący na pozycji napastnika w czarnogórskim klubie Grbalj Radanovići.

## Kariera
Bošković rozpoczął swoją karierę w klubie z rodzinnego miasta, Sutjeska Nikšić. Następnie podpisał kontrakt z Budućnost Podgorica, jednym z największych czarnogórskich klubów. W 2004 roku wyjechał do Francji, gdzie do stycznia następnego roku reprezentował barwy Angers. Latem 2006 roku został graczem serbskiego FK Vojvodina, a rok później przeniósł się do innego klubu z Serbii, Borac Čačak. W 2008 roku zdecydował się powrócić do Czarnogóry i przeniósł się do zespołu Grbalj Radanovići.